# Nahla Elwakil
Nahla Jairi Elwakil es una deportista egipcia que compitió en taekwondo. Ganó una medalla de oro en el Campeonato Africano de Taekwondo de 2012, en la categoría de +73 kg.

## Palmarés internacional
| Campeonato Africano | Campeonato Africano       | Campeonato Africano | Campeonato Africano |
| Año                 | Lugar                     | Medalla             | Categoría           |
| ------------------- | ------------------------- | ------------------- | ------------------- |
| 2012                | Antananarivo (Madagascar) | Medalla de oro      | +73 kg              |